# Pooja Dhanda
Pooja Dhanda (ur. 1 stycznia 1994) – indyjska zapaśniczka walcząca w stylu wolnym. Brązowa medalistka mistrzostw świata w 2018. Piąta na igrzyskach azjatyckich w 2018. Brązowa medalistka mistrzostw Azji w 2014, a także halowych igrzysk azjatyckich w 2017. Srebrna medalistka igrzysk wspólnoty narodów w 2018. Mistrzyni Wspólnoty Narodów w 2013 i 2017. 
Wicemistrzyni igrzysk młodzieży w 2010 roku. Wicemistrzyni świata kadetów w 2011 roku.
W roku 2019 została laureatką nagrody Arjuna Award.